# Les Corons (chanson)
Pour les articles homonymes, voir Coron.
Pistes de Les Corons
Papillon Prisonnier d'un souvenir
Les Corons est une chanson composée et interprétée par Pierre Bachelet sur des paroles de Jean-Pierre Lang, sortie en juin 1982. Il s’agit d’une chanson axée sur l’enfance du narrateur dans les corons du bassin minier du Nord-Pas-de-Calais, en compagnie des mineurs de charbon. Bachelet, bien qu’ayant vécu son enfance dans cette région, n’avait aucun mineur dans sa famille. Elle est devenue, au fil du temps, un hymne emblématique du Nord de la France. 
Dès sa sortie chez Polydor, en 45 tours puis en 33 tours, sur l'album du même nom, elle connaît un énorme succès, restant no 1 des ventes pendant quatre semaines en juillet 1982 , puis devenant disque de platine avec plus d'un million d'exemplaires vendus. Elle reste le plus gros succès du chanteur et une chanson incontournable de son répertoire.
Depuis le décès de Pierre Bachelet en 2005, elle est chantée par les supporters du club du Racing Club de Lens à la mi-temps de chaque match au Stade Bollaert-Delelis, devenant son deuxième hymne. Les Corons est aussi un moment fort de Bienvenue chez les Ch'tis, le plus grand succès de tous les temps d'un film français au box-office national, qui le repopularise.

## Histoire
Après le succès d’Elle est d’ailleurs, Pierre Bachelet continue sa collaboration avec le parolier Jean-Pierre Lang. Il se décide à faire une chanson sur le Nord-Pas-de-Calais, sa région d’enfance, avant de s’axer sur les mines. Le chanteur est pourtant né à Paris et a grandi à Calais, ville d’origine de son père, à l’écart du bassin minier, d'autant plus qu'il ne possède aucun mineur dans sa famille.
Le texte, signé Lang sur une musique de Bachelet, retranscrit l’ambiance du Nord : les corons, la fierté des mineurs (les « gueules noires »), leur paysage (terrils), leurs combats sociaux, leurs accidents du travail (coup de grisou, silicose), leurs fêtes, leur vie. Il s’agit également d’une chanson sur l’enfance, comme l’explique l’auteur : « Au départ, ça été une envie de faire une chanson sur le nord. Ça fait longtemps que j'en avais envie. Mais cette chanson, c'est aussi une chanson sur l'enfance, l'amour… ». La chanson a rapidement intégré le folklore de la région du Nord-Pas-de-Calais.
La chanson est ajoutée en catastrophe à l'album, mais fera son succès en devenant tube de l'été, à la surprise de beaucoup de personnes, comme la maison de disques ou encore Patrick Sébastien, avec qui il fera la tournée d'été : la chanson est jugée triste.

## Postérité

### Hymne du RC Lens
Le premier hymne du RC Lens, celui chanté par les supporters en début de match, était traditionnellement La Lensoise, une adaptation de La Marseillaise. Mais depuis le milieu des années 2000, Les Corons est l'hymne qui accueille les joueurs au retour des vestiaires, en début de seconde mi-temps. Contrairement à La Lensoise, uniquement chantée par les supporters, la sono du stade Bollaert diffuse la version chantée par Pierre Bachelet que le public reprend. Il s'agit du deuxième couplet, celui qui débute par « Et c'était mon enfance, et elle était heureuse ». Au moment du refrain, les supporters chantent a cappella. La première diffusion sono a lieu lors du match qui a suivi le décès de Pierre Bachelet, le 19 février 2005, opposant Lens au FC Nantes.
Le disque d'or, précédant le disque de platine, a été offert par la veuve de Pierre Bachelet à l'association des supporters du RC Lens, club de foot installé dans la capitale du bassin minier depuis un siècle.
L'année suivant le décès du chanteur, le 11 mars 2006, la chanson est à nouveau diffusée et chantée à Bollaert, le stade de Lens, lors de la commémoration des 100 ans de la tragédie de Courrières qui a causé plus d'un millier de morts dans cette ville. La commémoration de la tragédie a lieu lors du match de Ligue 2 contre Clermont. Plusieurs des joueurs du RC Lens, Pablo Chavarria, Mathias Autret et Benjamin Bourigeaud, donnent alors pour consignes aux supporters de venir avec un trait noir sur la joue. Tuant officiellement 1 099 mineurs travaillant pour l'essentiel aux fosses no 2 (Billy-Montigny), no 3 (Méricourt) et no 4-11 (Sallaumines), cette catastrophe déclencha une grève nationale des mineurs, juste avant la loi du 13 juillet 1906, instituant le repos dominical pour les salariés en France.
Lors de la saison 2008-2009, alors que Lens accueillait le club de Troyes, André Rieu interprète, à la mi-temps du match, Les Corons au violon. Puis c'est au tour du groupe Les Stentors d'interpréter la chanson lors du match contre Guingamp, en 2012.
Les Corons fut chantée lors d'un match du RC Lens face à Saint-Etienne, au stade Geoffroy-Guichard le 28 août 2010. Les deux villes furent la capitale des deux principaux bassins de l'histoire charbonnière française. Ce jour-là, la chanson, diffusée en intégralité, est chantée par les supporters des deux clubs.

### Bienvenue chez les Ch'tis
La chanson est popularisée de nouveau à l'échelle nationale par le film de Dany Boon Bienvenue chez les Ch'tis, sorti en 2008, qui à la surprise générale a dépassé La Grande Vadrouille (1966)  pour devenir avec 20 millions d'entrées, le meilleur résultat de tous les temps d'un film français au box-office national. 
Moment fort du film car chantée par le héros Kad Mérad dans les tribunes du stade Bollaert de Lens, avec quelques collègues qui l'ont chaleureusement accueilli, la chanson symbolise le coup de cœur pour la région qu'ils viennent d'insuffler à celui qui était jusque là très réservé. 
Même les critiques du film jugeant qu'il a échoué à « exalter les traditions d’une région », voient dans cette scène une exception. Une analyse estime alors que « le football a contribué à forger via Lens une image de la région comme populaire, sympathique, conviviale », mais en fait assez récemment, le club de football tirant un certain prestige d'avoir renoncé à « abandonner ses derniers liens qui le raccrochent au passé des mines ».

### Dans la presse
Le quotidien Ouest-France l'a placée en 2021 en tête des 14 chansons qui « évoquent les Hauts de France », en estimant qu'on en « a encore des frissons », car elle constitue un véritable « hymne aux départements miniers du Nord et du Pas-de-Calais » et parce qu'elle est « chantée par un public connaisseur, à chaque match disputé au stade Bollaërt » du RC Lens.
Dans une série d'articles de mars 2021 appelés « Bienvenue chez les Ch’tis confinés », le quotidien Le Parisien donne la parole à Jean-Charles, fan du RC Lens, pour qui la vie à Loos-en-Gohelle a « perdu beaucoup de sa saveur » depuis qu'il ne peut plus chanter la chanson dans le stade.

## Régiment des corons
La chanson est également devenue une marche officielle du 41e régiment de transmissions basé à Douai, le « régiment des corons »[réf. nécessaire].

## Fiche technique
45 tours
| No | Titre             | Musique         | Auteur           | Durée |
| -- | ----------------- | --------------- | ---------------- | ----- |
| 1. | Les Corons        | Pierre Bachelet | Jean-Pierre Lang | 4:12  |
| 2. | Nos jours heureux | Pierre Bachelet | Jean-Pierre Lang | 2:56  |

## Reprises
- Collectif Métissé, en 2020 sur l'album Collectif Fiesta Party.
- Jean-Philippe Bergeron, en 2010, sur un album, Elle est d'ailleurs, en hommage à Pierre Bachelet.
- Les Stentors, en 2012, sur l'album Voyage en France.
- Opium du peuple, en 2010, sur l'album Best Off.
- Le thème des Corons est utilisé dans le film d'animation Zombillénium sorti en 2017.
- Iris Mittenaere et Clément Rémiens ont dansé sur le titre lors de la finale de la saison 9 de Danse avec les stars.